# Nicole de Savigny
Nicole de Savigny (Lorena, 1535 - 4 de marzo de 1590), Baronesa Fontette (situado en Aube) y señora de Saint-Rémi.

## Vida
Fue hija de Guillaume de Savigny, señor de Sailly y Nicole de Maretz, fue maestra y amante de Enrique II de Francia. 

### Matrimonios, relación e hijos
Se casó muy joven con Jean de Ville, barón de Saint-Rémi, señor de Fontette, y le dio dos hijos:
- André de Villé, barón de Saint-Rémi, señor de Fontette. Muerto sin descendencia.
- Elizabeth de Villé, dama de la Fosse Aux Loups, que entró a la vida religiosa.

Se quedó viuda a los 17 años cuando su marido murió en 1552. Posteriormente, se trasladó a la Corte y en 1556 se convirtió en la amante de Enrique II, disfrutando de un período en el que el rey corta su relación con su amante favorita, Diana de Poitiers.
De vez en cuando se quedaba con su amante real en el Château de Fère-en-Tardenois (una de las muchas propiedades del mentor de Enrique II y condestable de Francia, el "Todopoderoso" Anne de Montmorency).
Tuvo un hijo con él:
- Enrique de Valois-San-Rémi, nacido en 1557 en París.

Su corto romance con el rey terminó poco después del nacimiento de su hijo, cuando Diana de Poitiers reanudó su relación con Enrique II. Luego se retiró a Fontette antes de contraer un matrimonio secreto con Claude de La Baume-Montrevel, Arzobispo titular de Besançon, pero el tribunal de la Rota anuló la boda, en diciembre de 1567.
El hijo de Nicole, André, murió joven y no dejó hijos, por lo que su madre heredó la propiedad familiar. A partir de ese momento, se llamó a sí misma señora de Fontette, Noyer, Beauvoir, Charmay et Chastellier.
Nicole de Savigny menciona, en su testamento redactado el 12 de enero de 1590, que recibió del rey por su hijo, Enrique de Saint-Remi de Valois, la suma de 30 000 coronas, fijada el día 23 de febrero de 1577, el 26 de febrero. Aunque no fue reconocido por el rey, le dio el título de barón de Valois-Saint-Rémy.
La famosa condesa de la Motte-Valois, principal personaje del asunto del collar de María Antonieta, descendía de ella.